# Searles Valentine Wood

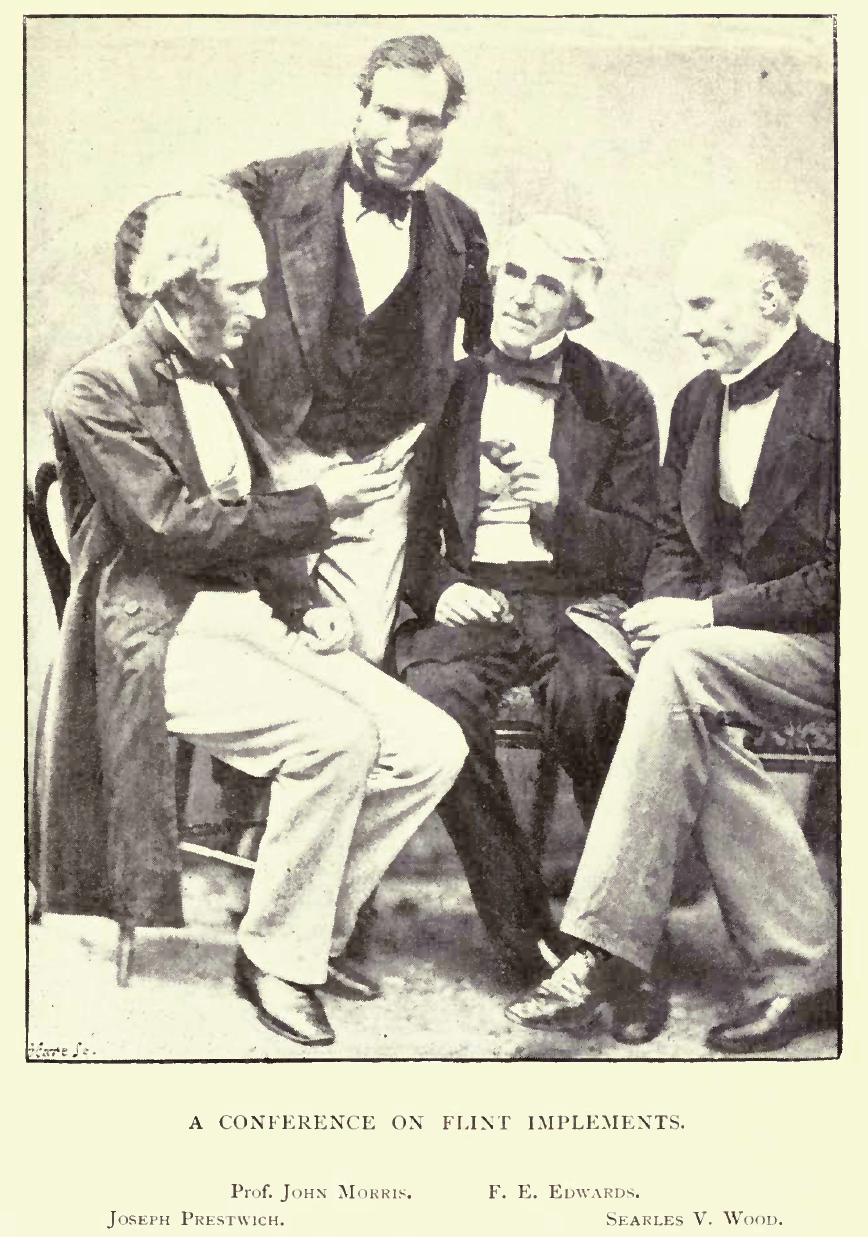
S.V. Wood (rechts) mit J. Prestwich, J. Morris und F.E. Edwards

Searles Valentine Wood (* 14. Februar 1798 in Woodbridge; † 26. Oktober 1880 in Martlesham bei Woodbridge) war ein englischer Paläontologe.

## Leben
Wood war der Sohn von John Wood und Mary Ann Baker. Er verdingte sich 1811 als Midshipman in der Flotte der British East India Company und wurde Offizier. 1821 heiratete er Elizabeth Taylor, die einzige Tochter von Thomas Taylor aus London. Er verließ die Company 1826 wieder und reiste einige Zeit, um sich dann als Partner in der Bank seines Vaters in Hasketon in der Nähe von Woodbridge in Suffolk niederzulassen und Paläontologie zu studieren. 1835 zog er sich aus Krankheitsgründen vom Berufsleben zurück und zog nach London, nachdem seine Gesundheit wiederhergestellt war. Dort fand er eine Anstellung als Kurator am Museum der Geological Society of London, deren Mitglied er 1839 wurde.
Fortan befasste er sich mit dem Studium der Mollusken des Neogen (Newer Tertiary) von Suffolk und dem Paläogen (Older Tertiary), speziell dem Eozän des Hampshire-Beckens. Zwischen 1861 und 1871 veröffentlichte er seine Studie A Monograph of the Eocene Bivalves of England (‚Eine Monographie der eozänen Bivalven von England‘), die von der Palaeontographical Society herausgegeben wurde. Sein Hauptwerk war die zwischen 1848 und 1856 verfasste Arbeit A Monograph of the Crag Mollusca (‚Eine Monographie der Mollusken des Crag‘), die ebenfalls von der Palaeontographical Society herausgegeben wurde. Das Werk erhielt 1872–1874, 1879 und 1882 drei Zusatzbände, deren letzter von seinem Sohn Searles Valentine Wood jun. herausgegeben wurde.
Wood stand im Briefwechsel mit Charles Lyell und Charles Darwin, welcher die Verdienste Woods 1854 in einem Aufsatz an die Palaeontographical Society würdigte. 1860 erhielt er für seine Leistungen die Wollaston-Medaille der Geological Society of London.
Wood starb im Alter von 82 Jahren und wurde in Melton begraben. Er soll scherzhaft bemerkt haben:

“I was born in sight of one crag pit and shall probably be buried in another”

„Ich wurde in Sichtweite eines Steinbruchs geboren, und werde wahrscheinlich in einem anderen begraben werden“